# Макарово (Большекошинское сельское поселение)
Макарово — деревня в Селижаровском муниципальном округе Тверской области России.

## География
Расположена в центральной части Валдайской возвышенности, в лесной местности, вблизи река Большая Коша. Находится в 23 километрах к юго-востоку от районного центра Селижарово, в 7,6 километрах от деревни Большая Коша.

## История
До мая 2020 года входила в состав Большекошинского сельского поселения Селижаровского района.
В мае 2020 года Законом Тверской области от 23.04.2020 № 23-ЗО Селижаровский муниципальный район и входившие в его состав поселения были преобразованы в Селижаровский муниципальный округ, Селижаровский административный район преобразуется в округ Селижарово, административная единица преобразована в округ.

## Население
| 2002 | 2008 |
| ---- | ---- |
| 4    | 2    |

Согласно переписи населения 2002 года, постоянное население деревни 4 человека (100 % русские). Перепись 2008 года — 2 человека.

## Инфраструктура
Лесное хозяйство.